# Hong Hae-ran
Hong Hae-ran (Kang-won, 10 september 1981) is een Zuid-Koreaanse sopraan.

## Leven en werk
Hong voltooide haar studies aan de Korea National University of Arts waarna ze ging studeren bij Edith Bers aan de Juilliard School in New York. Ze won verschillende prijzen en in 2011 de eerste prijs bij de Koningin Elisabethwedstrijd 2011 (voor zang).